# Église Saint-Dominique de Paris
L'église Saint-Dominique est une église catholique située 20 rue de la Tombe-Issoire dans le 14e arrondissement de Paris. Elle est dédiée à saint Dominique et dépend de l'archidiocèse de Paris. Elle abrite le sanctuaire de la vénérable Marie-Madeleine d'Houët. Cyril Gordien y a été prêtre de 2019 à 2023.

## Architecture
Construite par l'architecte Georges Gaudibert à partir de 1913, en béton armé avec remplissage de l'ossature en briques et pierres agglomérées, elle ne fut achevée qu'en 1921 du fait de la Première Guerre mondiale. Elle est d'un style romano-byzantin très particulier et offre l'exemple des recherches architecturales menées en France entre 1910 et 1920.
Elle ne possède pas de clocher et devait à l’origine comporter un campanile, dont on voit le socle en se plaçant à l'angle des deux rues. Au pied de celui-ci, deux cloches : Marie et Dominique, bénites respectivement en 1950 et 1951.
L'intérieur est enduit, sans décor de fausses pierres, rehaussé d'un bandeau fleuri sculpté et de mosaïques dues à Camille Boignard, professeur d'architecture, puis de composition décorative, à l'École nationale supérieure des arts décoratifs.
Les panneaux peints de la chapelle de sainte Catherine de Sienne sont dus à la peintre Jeanne Simon. L'orgue date de 1904. Les peintures murales sont postérieures à la date de sa consécration le 7 octobre 1921. La teinte jaune qui recouvre l'ensemble date d'une restauration récente.

### Nef

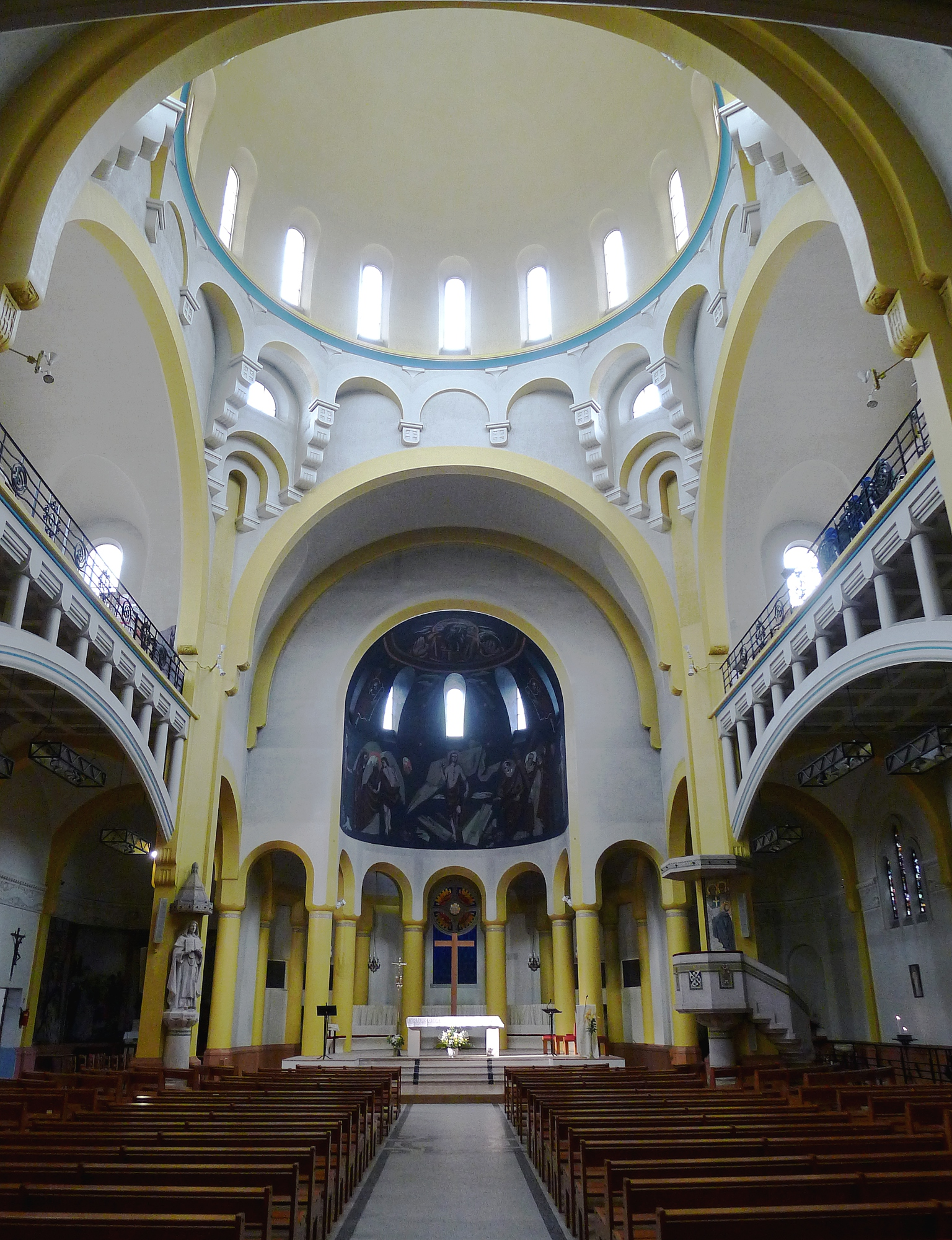
La nef.

La nef principale comprend, après le vestibule d'entrée, un espace carré surmonté d'une coupole s'élevant à 26 mètres 50 pour un diamètre de 12 mètres, éclairée par deux rangées de fenêtres. De chaque côté de celle-ci s'allongent deux vastes tribunes soutenues par un arc surbaissé. La tribune située au-dessus de l'entrée supporte l'orgue.
Un petit déambulatoire entoure le chœur surélevé.
Le grand crucifix en bronze de la nef n'est pas signé.

### Crypte
Une crypte s'étend sous la majeure partie de l'église, éclairée par des cours anglaises. Elle a fait dernièrement[Quand ?] l'objet d'une restauration sous la direction de l'architecte Hervé Montauffier.  

### Chapelle de la Vierge
Elle s'étend en longueur, dans la partie gauche de l'église, selon le vœu du cardinal Léon Adolphe Amette (1850-1920) qui avait voulu qu'elle fût importante pour marquer la place de Marie dans la vie de l'Église.
Au-dessus de l'autel : Marie à l'Enfant, statue, en pierre dorée, non signée. Elle est en place depuis 1921, ainsi que les mosaïques qui l'entourent. La traduction du texte latin est : «Venez cueillir les roses de ces mystères et tresser des couronnes à la Mère du bel amour ». En 1941, elle fut décorée de vitraux du maître verrier Louis Barillet (1880-1948) et donnent des représentations de la vie de la Vierge. Au fond, face à l'autel on remarquera le vitrail du Magnificat.
Le bas-relief figurant l'Annonciation date de 1941 ; il est de Claude Bouscau (1909-1985), Premier Grand prix de Rome en 1935. Cet artiste habitait le quartier au 40, square de Montsouris et avait son atelier au 10, rue Hallé.
Le Chemin de croix dont les quatorze panneaux sont en mosaïques sont des frères Mauméjean, ainsi que le décor du fond de la chaire, des fonts baptismaux et un seul vitrail dans la sacristie.

### La chaire
Possédant un abat-voix en béton armé, elle est décorée de mosaïques des frères Mauméjean, illustrant la scène de la vision de saint Dominique relatée par Jacques de Voragine dans La Légende dorée. 

### Les peintures murales
Chapelle de gauche

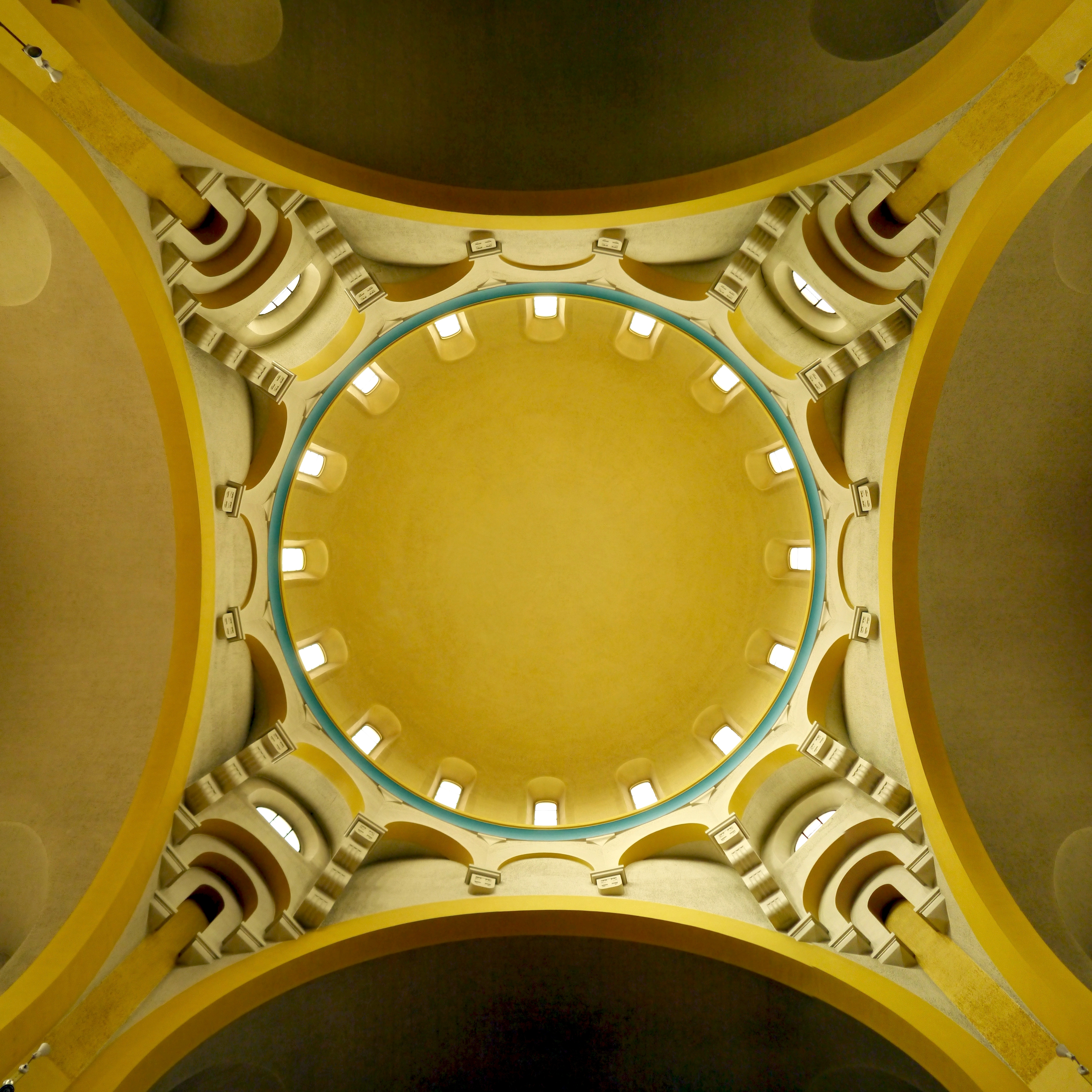
Le dôme de l'église Saint-Dominique.

Sainte Catherine de Sienne par Jeanne Simon, réalisée entre 1929 et 1935. Les quatre panneaux évoquent la vie de cette sainte qui était rattachée à l'ordre dominicain.
- Le premier panneau représente l'enfance de Catherine dans un paysage de Sienne.
- Le second panneau représente le Christ portant sa croix auprès de Catherine et se penchant vers elle.
- Le troisième panneau ouvre sur un paysage animé de personnages contemporains du peintre. Il s'agit de la famille de Jeanne Simon, qui comme certains grands maîtres anciens situaient leur travail dans leur époque. Parmi les pèlerins accompagnant Catherine, elle a représenté ses enfants et petits-enfants. Elle-même figure en bonne place dans cette œuvre.

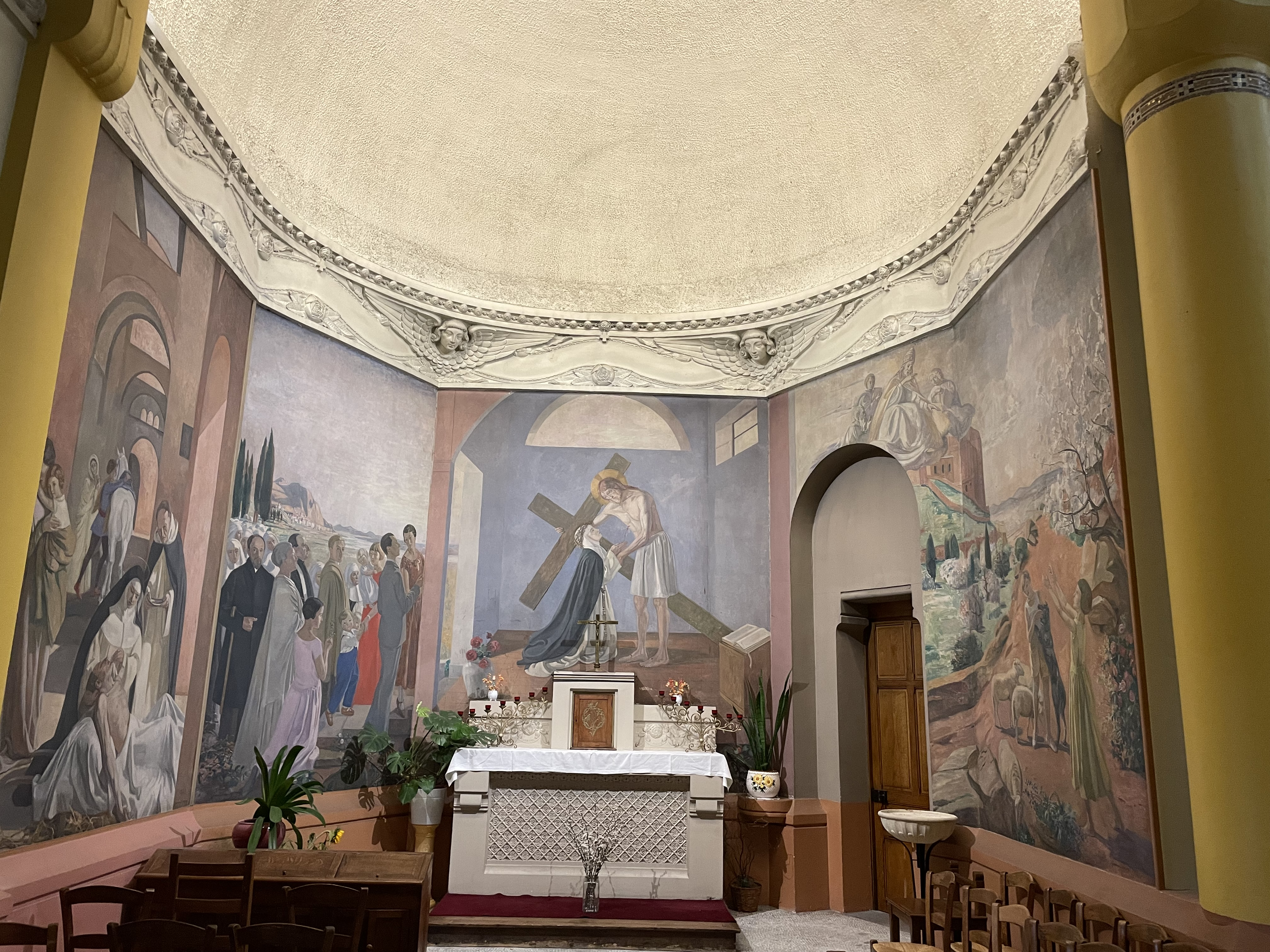
Église Saint-Dominique, Paris 14e, chapelle Sainte Catherine de Sienne peintures murales

- Église Saint-Dominique, Paris 14e, chapelle Sainte Catherine de Sienne peintures muralesLe quatrième panneau représente Catherine soignant un pestiféré.

Chapelle de droite
Dite du Sacré-Cœur.
La décoration de cette chapelle est l'œuvre de Pauline Caspers (1865-1946). En 1943, Paul Charavel, élève de Bonnat ajoutera derrière les fonts baptismaux, la grande scène du baptême de saint Dominique qui eut lieu à Caleruega, en Espagne en 1170.
Abside

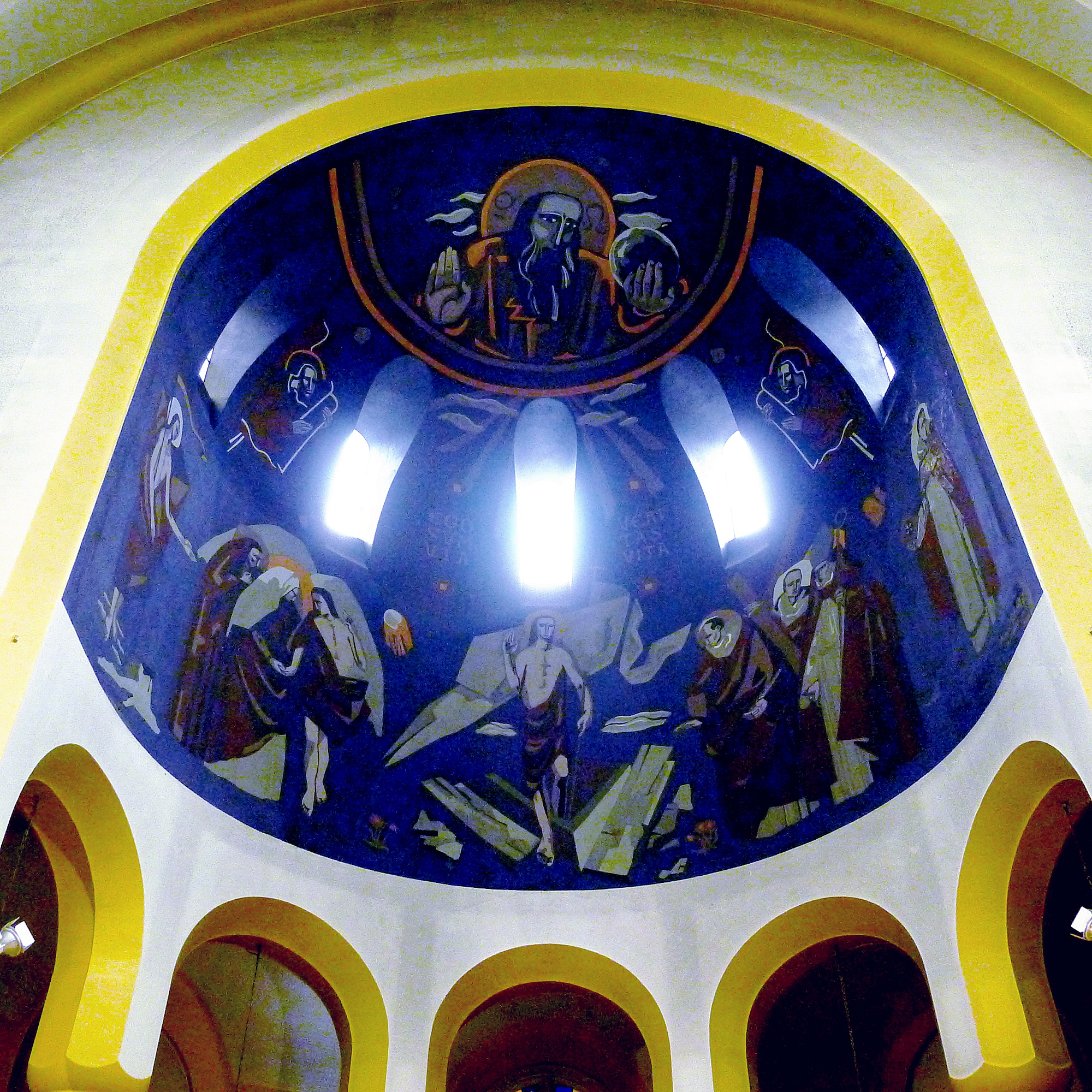
L'abside.

Maurice Rocher, élève de Maurice Denis et George Desvallières, est âgé de 28 ans  lorsqu'il reçoit commande de la Direction des Arts Plastiques pour une peinture à fresque décorant la voûte en cul-de-four de l'abside de l'église. Le sujet proposé par l'artiste est Le Verbe et la Parole.
Au centre, le peintre a placé le Christ, le Verbe, deuxième personnage de la Sainte Trinité, ressuscité, sortant du tombeau, vainqueur de la mort. Il est la voie, la vérité, la vie.
À l'extrémité gauche de la composition, il a placé saint Jean Baptiste prêchant dans le désert. Puis l'Ange annonce la Résurrection aux Saintes Femmes. Dans la partie droite de l'œuvre, l'artiste a représenté l'Église et ses saints, dont l'enseignement est inspiré par l'Esprit Saint. Nous y trouvons saint Dominique, saint Pierre, saint Paul et saint Augustin. Au 2e registre nous trouvons Moïse et Élie, représentant la Loi et les prophètes. En haut, Dieu le Père est traité dans la tradition byzantine ; il bénit de la main droite et tient dans la main gauche le monde (boule de glaise). Remise dans le contexte de l'époque (1946), juste après la guerre, la fresque de Maurice Rocher reste malgré son austérité un témoignage important tant sur le plan spirituel que sur le plan artistique. Les critiques d'art de l'époque furent très élogieux. La fresque fut restaurée en 1996, par Henri et Geneviève Taillefert.

### Les vitraux
Le seul mis en place en 1921 est celui qui se trouve derrière l'autel : Couronnes d'épines sur verre bleu. On pense qu'il fut réalisé par les ateliers des frères Mauméjean. Nous avons vu plus haut ceux de la Chapelle de la Vierge qui datent de 1941.
Les vitraux du bas-côté droit et de la façade sont des maîtres verriers Barillet et Le Chevalier, figurant de gauche à droite : saint Jean l'Évangéliste, saint Thomas d'Aquin, Jean-Marie Vianney (Curé d'Ars), saint Vincent Ferrier et saint Jean Baptiste.

### Orgue

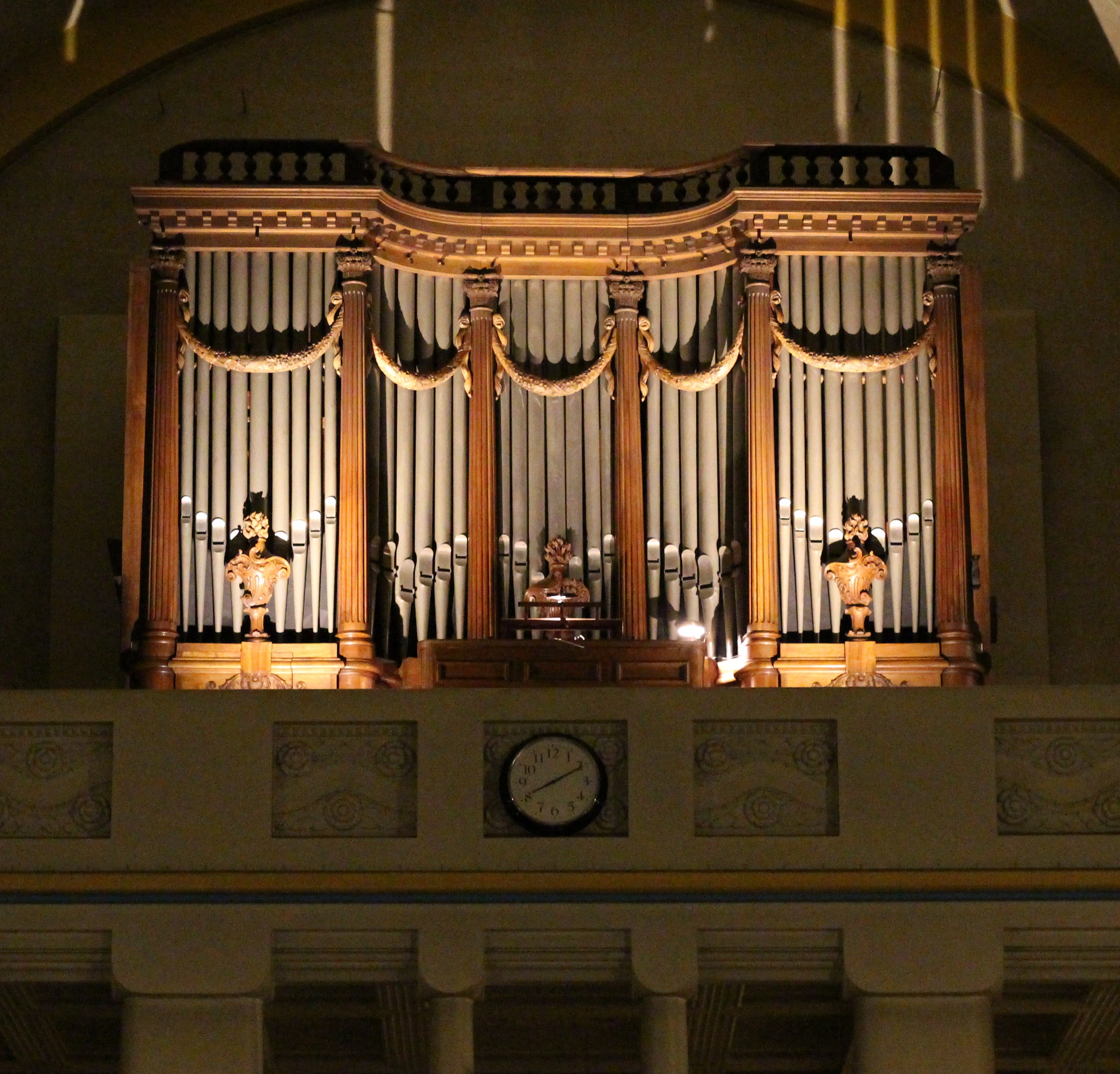
L'orgue de l'église.

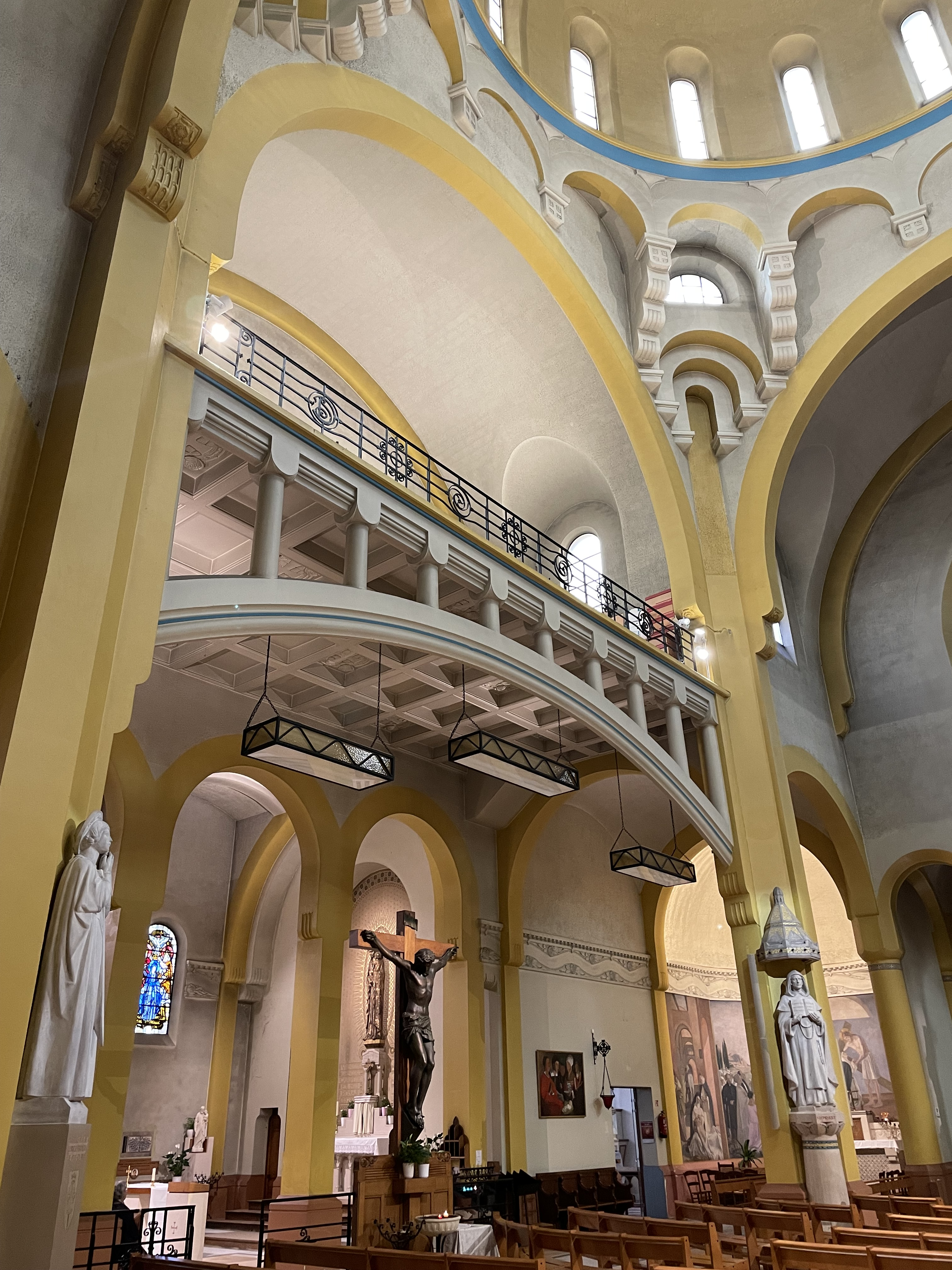
Église Saint Dominique, Paris 14e, nef, bas-côtés, et coupole.

Le grand orgue de l'église Saint-Dominqiue est plus ancien que l'église. Il date de 1904 et était la propriété du comte Christian de Berthier de Sauvigny, compositeur et organiste titulaire à l'église Saint-Antoine-des-Quinze-Vingts de 1909 à 1939. 
Il avait fait construire cet orgue pour son hôtel particulier par la manufacture J. Merklin & Cie. 
Le transfert à l'église Saint-Dominique fut inauguré en 1945 par le maître Marcel Dupré. 
Après une révision importante, une seconde inauguration eut lieu le 21 octobre 1962 avec la participation de Pierre Cochereau.
L'orgue fut restauré en 2003. Il avait remplacé le Cavaillé-Coll de deux claviers, installé auparavant, qui n'était pas assez puissant pour une grande église à coupole. Madame Christiane Lanteri (courière chez Lucien Lelong) se souvient qu'elle venait aux vêpres avec sa mère dans les années 1930 écouter l'ami de la famille : l'organiste René Bürg, lauréat de la Schola Cantorum (1920-1923) et plus tard titulaire des orgues de l'église Saint-Jean-Baptiste de Sceaux.

### Concerts
- Le dimanche 26 avril 1936 : concert donné aux grandes orgues  par René Bürg[5].

### Chapelle Notre-Dame de Bonheur
Une chapelle d'hiver fut aménagée dans l'ancienne sacristie en 1990. On y trouve la statue de Notre-Dame de Bonheur, qui est la reproduction grandeur nature de la Vierge à l'Enfant de l'école de Pierre Puget, vénérée dans l'église d'Aubagne dans le Var. Le mobilier, l'autel, le pupitre, Le Christ ressuscité sont de Madeleine Diener, les émaux de Menci, la décoration d'Henri et Geneviève Taillefert.

## Extérieur

### Tympan Sud
Le plus ancien élément décoratif de cette église se trouve sur le tympan sud. Il s'agit d'une semi-mosaïque d'après les cartons de Marie-Cécile Schmitt, l'ancienne présidente de la section féminine des catholiques des Beaux-Arts. On y voit saint Dominique recevant l'église des mains du cardinal Amette ( Il était déjà décédé en 1920, lors de l'inauguration en 1921. Les armes qui figurent en bas sont les siennes). 
Le prêtre figurant à genoux à droite de la scène est Pierre Rivière, il était administrateur de la chapelle Saint-Dominique, puis curé de Saint-Thomas-d'Aquin avant de devenir évêque de Monaco, de 1936 à 1953. Il était le petit-fils de la princesse d'Arenberg qui avait donné des fonds pour la construction de l'église. Fils d'architecte, il fut un précieux collaborateur pour Gaudibert. Dans cette œuvre, l'édifice religieux est représenté avec un campanile qui ne fut jamais réalisé. On peut voir le socle de ce campanile au pied duquel deux cloches : Marie, bénite en 1950 et Dominique, en 1951, continuent de sonner, en attendant un clocher. Son dôme est surmonté d'une croix  paratonnerre qui fut réalisée en 1921 par la société Delouf.

### Tympan Est
Le tympan extérieur Est, sur la rue de la Tombe-Issoire, demeura longtemps vide et en 1946 le sculpteur André Bourroux (1901-1987) y plaça un haut-relief, représentant saint Dominique sous les traits de Louis Jouvet qui posa pour l'artiste. Les deux symboles qui encadrent ce buste sont un chien tenant dans sa gueule une torche en feu, à droite une étoile, tirés de la Légende dorée de Jacques de Voragine.

## Cérémonies
Le 1er mai 1959, Blaise Cendrars se marie religieusement avec Raymone.